# Колпакова Тетяна Олексіївна
Тетяна Олексіївна Колпакова  (рос. Татьяна Алексеевна Колпакова, 18 жовтня 1959) — радянська легкоатлетка, олімпійська чемпіонка.

## Виступи на Олімпіадах
| Олімпіада   | Дисципліна        | Місце |
| ----------- | ----------------- | ----- |
| Москва 1980 | стрибки у довжину | 1     |